# Huanghelu
Huanghelu (kinesiska: 黄河路街道, 黄河路) är en socken i Kina. Den ligger i provinsen Shandong, i den östra delen av landet, omkring 160 kilometer nordost om provinshuvudstaden Jinan. Antalet invånare är 105 776. Befolkningen består av 52 966 kvinnor och 52 810 män. Barn under 15 år utgör 15,0 %, vuxna 15-64 år 76 %, och äldre över 65 år 7,0 %.
Genomsnittlig årsnederbörd är 671 millimeter. Den regnigaste månaden är juli, med i genomsnitt 255 mm nederbörd, och den torraste är januari, med 7 mm nederbörd.